# Alexandros II Zabinas

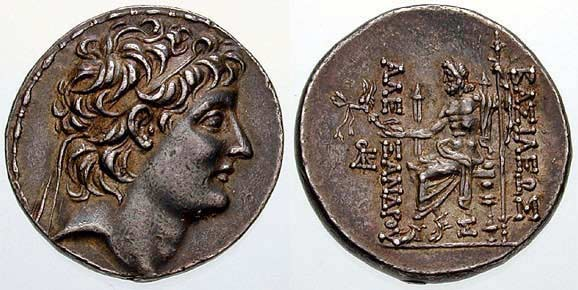
Tiền của Alexander II Zabinas. Mặt sau có hình thần Zeus cầm biểu tượng chiến thắng

Alexander II Zabinas (chữ Hy Lạp: Ἀλέξανδρoς Zαβίνας) là vua của Đế chế Seleucid thời Hy Lạp hóa. Tên gọi "Zabinas" có nghĩa là "sự mua bán nô lệ", được dùng cho ông ta nhưng là một sự xác nhận rằng ông ta đã được mua lại bởi Ptolemaios như là một nô lệ. Không rõ vì lý do nào, Alexander II là vị vua sau cùng của nhà Seleukos không sử dụng tên hiệu trên đồng tiền của mình. Hiện tại, một số đồng tiền của ông đang còn tồn tại

## Cuộc đời
Trên thực tế, Zabinas không phải là một thành viên của gia tộc Seleukos. Dường như ông là con trai của một thương gia Ai Cập có tên là Protarchus. Trong thời kì hỗn loạn sau khi nhà Seleukos mất Lưỡng Hà vào tay người Parthia, ông đã tập hợp lực lượng nổi loạn và tự nhận là con nuôi của vua Antiochus VII Sidetes. Antioch, Apamea, và một số thành phố khác, bất mãn với sự bạo ngược của Demetrios, đã công nhận quyền lực của Alexandros. Vua Ai Cập Ptolemaios VIII Tryphon cũng ủng hộ Zabinas như một phương tiện để chống lại vua Seleukos, Demetrios II, vốn ủng hộ người chị Cleopatra II của ông chống lại ông trong mối hận thù của những triều đại Hy Lạp hóa trước đây.
Zabinas đã thành công trong nỗ lực nhằm đánh bại Demetrios II, buộc ông ta sau đó phải bỏ trốn đến Týros và bị giết chết tại đó. Ông nhanh chóng nắm quyền và cai trị các vùng đất còn lại của Syria (128 TCN-123 TCN), nhưng lại cũng nhanh chóng bị người Ai Cập bỏ rơi và bị đánh bại bởi con trai của Demetrios là Antiochus VIII Grypus. Zabinas bỏ chạy đến Antiochia, kinh đô của vương quốc Seleukos. Ông đã cướp bóc một vài ngôi đền. Ông được cho là đã nói đùa về việc nấu tan chảy một bức tượng của nữ thần chiến thắng Nike được đặt trong lòng tay của bức tượng thần Zeus, nói rằng "Zeus đã cho ta chiến thắng". Tức giận vì sự bất kính của ông, người dân Antiochia đã đuổi Zabinas ra khỏi thành phố. Ông đã sớm rơi vào tay của bọn cướp, những kẻ nộp ông ta cho Antiochos, người mà sau đó đã hành quyết ông, vào năm 122 TCN.